# Simfonij
Simfónij (poznan tudi kot lajna) je godalno glasbilo, ki proizvaja zvok z ročno vrtečim se kolesom, ki drgne ob strune. Kolo deluje na podoben način kot violinski lok, posamezne note, zaigrane na inštrument, pa prav tako zvenijo podobno kot pri violini. Melodije se igrajo na klaviaturi, ki pritiska tangente - majhne zagozde, običajno narejene iz lesa - ob eno ali več strun in tako spremeni njihovo višino. Kot večina drugih akustičnih godalnih inštrumentov ima tudi simfónij zvočno ploščo in votel trup, ki omogoča slišnost vibracij strun.
Večina simfonijev ima več brnečih strun, ki dajejo melodiji stalno spremljavo, zaradi česar je zvok podoben zvoku dud, in se glasbili velikokrat uporabljata skupaj ali izmenično. Glasbilo se najbolj pogosto uporablja v okcitanski, aragonski, kajunski francoski, asturski, kantabrski, galicijski, madžarski in slovanski ljudski glasbi.
Ena ali več brnečih strun običajno teče čez ohlapen most tako, da proizvaja značilen udarni brenčeč zvok, med vrtenjem kolesa.

## Zgodovina
Splošno prepričanje je, da se je simfónij razvil iz gosli okrog 11. stoletja v Evropi ali na Bližnjem vzhodu (npr. instrument rebab).  Prva omemba gosli v Evropi izvira iz 9. stoletja iz zapisov perzijskega geografa Ibna Khurradadhbiha (um. 911), kjer avtor označi liro (lūrā) kot tipičen instrument v Bizantinskem cesarstvu. Ena izmed najzgodnejših predhodnih oblik simfónija je bil velik inštrument s telesom v obliki kitare in dolgim vratom, v katerem so bile nameščene tipke (ki pokrivajo eno diatonično oktavo) imenovan organister. Ta je imel eno samo melodijsko struno in dve struni, ki sta tekli preko skupnega mostu, ter razmeroma majhno kolo. Na organister sta zaradi velikosti morali igrati dve osebi, pri čemer je ena oseba vrtela ročico, druga pa je vlekla tipke navzgor. Zaradi okornosti vleke tipk je bilo na organistru mogoče igrati le počasne melodije.
Tonske višine na organstru so bile zastavljene v skladu s pitagorejskim temperamentom. Inštrument se je uporabljal predvsem v samostanskih in cerkvenih okoljih za spremljavo zborovske glasbe. Opat Odo iz Clunyja (umrl 942) naj bi napisal kratek opis konstrukcije organistra z naslovom Quomodo organistrum construatur (Kako nastane organister), vendar se je prvotni zapis izgubil, legitimnost kopije, v kateri je glasbilo opisano, pa je vprašljiva. Drug dokument iz 10. stoletja, za katerega se domneva, da omenja instrument podoben simfóniju, je arabski glasbeni zbornik Al Ziriklija. Ena najzgodnejših vizualnih upodobitev organistruma se pojavi na Pórtico da Gloria (Portalu slave) iz 12. stoletja v stolnici v Santiago de Compostela (Galicija, Španija). Na portalu sta upodobljena dva glasbenika, ki igrata na organister. :47 :3
Kasneje so organister pomanjšali tako, da je lahko en sam igralec vrtel ročico in igral na tipke. Solistični organister je bil dobro poznan v Španiji in Franciji, vendar ga je postopoma nadomestila simfónija, majhna škatlasta različica simfónija s tremi strunami in diatonično klaviaturo. Približno v istem času je bila razvita nova oblika klaviature, ki se je pritiskala s spodnje strani. Ta je bila veliko bolj praktična za hitrejšo glasbo in lažje za rokovanje in je sčasoma popolnoma zamenjala klaviaturo, ki se je vlekla z zgornje strani. Srednjeveške upodobitve simfónije prikazujejo obe vrsti tipk.
V renesansi je bil simfónij zelo priljubljeno glasbilo (poleg dud). Imel je značilno obliko s kratim vratom in škatlastim telesom z ukrivljenim repom. V tem času so se na ilustracijah prvič začenja pojavljati tudi brneči most. Brenčeči most ali brenčalo (v angleščini pogosto imenovan pes (dog)) je asimetričen most, ki leži pod brnečimi strunami na zvočni plošči. Ko kolo pridobi na hitrosti, se ena noga mostu dvigne od zvočne plošče in zavibrira ter ustvari brenčeč zvok. Domneva se, da je brenčeči most prišel iz trombe marine (monokorda), strunskega inštrumenta z lokom.
V pozni renesansi sta se razvili dve značilni obliki simfónijev. Prva oblika je podobna kitari, drugi pa je po obliki podobna trupu lutnje. Simfónij z lutnjasto obliko je še posebej značilen za glasbila iz Francije.
Konec 17. stoletja je glasbilo prešlo v najnižje družbene sloje in dobilo imena, kot sta nemško Bauernleier (kmečka lira) in Bettlerleier (beraška lira), zaradi večje potrebe po polisimfoničnih sposobnostih in spreminjajočem se glasbenem okusu višjih slojev. V 18. stoletju je zaradi francoskega rokokojskega okusa po rustikalnih popestritvah simfónij znova pritegnil pozornost višjih slojev, kjer je pridobil izjemno priljubljenost med plemstvom do te mere, da so znani skladatelji pisali dela za glasbilo. Najbolj znano med njimi je Il pastor Fido Nicolasa Chédevilla, ki ga pripisujejo Vivaldiju. V tem času se je razvila najpogostejša oblika simfonija, vielle à roue (dobesedno viela s kolesom) s šestimi strunami. To glasbilo ima dve melodični struni in štiri brneče strune. Slednje so uglašene tako, da se lahko z njihovim vklopom ali izklopom inštrument igra v več lestvicah (npr. C in G ali G in D).
V tem času se je simfónij razširil tudi v srednjo Evropo, kjer so se v zahodnih slovanskih državah, nemško govorečih območjih in na Madžarskem razvile nadaljnje variacije glasbila. Večina variacij simfónijev je praktično padla iz uporabe do začetka dvajsetega stoletja. Najbolj znane so francoska vielle à roue, madžarska tekerőlant in španska zanfoña . V Ukrajini so različico, imenovano lira, pogosto uporabljali slepi ulični glasbeniki, ki jih je Stalin v 1930-ih večinoma odstranil v veliki čistki.
Tradicija igranja simfónija je dobro razvita zlasti na Madžarskem, Poljskem, v Belorusiji, jugovzhodni Franciji in Ukrajini. V Ukrajini je glasbilo znano kot lira ali relira. Igrali so in ga še vedno igrajo profesionalni, pogosto slepi, potujoči glasbeniki, znani kot lirnyky. Njihov repertoar večinoma opeva parareligiozne teme, večina skladb pa je nastala v obdobju baroka. V vzhodni Ukrajini repertoar vključuje edinstvene zgodovinske epe, znane kot dume in ljudske plese.
Ruske oblasti so lirnyke kategorizirale kot berače in so bili ti zato zatirani, v kolikor so jih oblasti našle pri nastopanju na ulicah večjih mest do leta 1902, ko so etnografi, ki so se udeležili 12. vseruske arheološke konference, oblasti pozvali, naj jih prenehajo preganjati.
Na simfónij igra Der Leiermann, ulični glasbenik, upodobljen v zadnji, melanholični pesmi Schubertove Zimske poti. Prav tako je glasbilo prikazano in igran v filmu Captains Courageous (1937) kot glasbilo lika Manuela, ki ga igra Spencer Tracy.
Glasbilo je na novo prišlo v javnost, ko je Donovan leta 1968 izdal svojo pop uspešnico Hurdy Gurdy Man. Čeprav pesem ne uporablja simfónija, je ponavljajoča se omemba glasbila v besedilu pesmi vzbudila radovednost in zanimanje med mladimi, kar je sčasoma privedlo do letnega glasbenega festivala simfónijev na območju Olimpijskega polotoka v zvezni državi Washington, ki se odvija v septembru.
V današnjem času je tradicija ponovno oživela. Težnje za ponovno oživitev glasbila že vrsto let potekajo tudi v Avstriji, Belorusiji, Belgiji, na Češkem, Danskem, v Nemčiji, na Madžarskem, v Italiji, na Nizozemskem, :85–116 na Norveškem, Poljskem, Portugalskem, v Rusiji, na Slovaškem, v Španiji, na Švedskem in v Ukrajini. Po ponovnem odkritju glasbila, so ga glasbeniki začeli uporabljati v različnih glasbenih slogih (glejte seznam posnetkov, kjer se uporablja simfónij), vključno s sodobnimi oblikami, ki jih običajno ne povezujemo z glasbilom.

## Terminologija
Oseba, ki igra simfónij, se imenuje simfonist ali (zlasti za igralce francoskih glasbil) viellist. V angleščini se inštrument imenuje hurdy-gurdy, oseba pa hurdy-gurdist.
V Franciji se igralec inštrumenta kliče un sonneur de vielle (dobesedno zvočnik vielle), un vielleux ali un vielleur.
Zaradi poudarka francoske tradicije so številni izrazi za inštrumente in nastope, ki se uporabljajo v angleščini, običajno vzeti iz francoščine in je za branje literature potrebno splošno poznati te izraze. Takšni pogosti izrazi so naslednji:
- Trompette (trobenta): najvišje zveneča brneča struna, ki ima brneči most
- Mouche (muha): brneča struna uglašena na četrtino ali petino pod trobento
- Petit bourdon (mali čmrlj): brneča struna za oktavo nižja od strune trompette
- Gros bourdon (veliki čmrlj): brneča struna za oktava nižja od strune mouche
- Chanterelle(kantarela): melodične strune
- Chien (brenčalo): (dobesedno "pes"), brneči most
- Tirant (veznik): majhen zatič v končniku instrumenta, ki se uporablja za nadzor občutljivosti brenčečega mostu

## Nomenklatura
V slovenščini se glasbilo imenuje simfónij ali lajna, v Prekmurju pa se pojavlja tudi poslovenjen madžarski izraz hrgadus. V slovenščini ima izraz lajna tudi slabšalni pomen.
Glede na Oxfordski angleški slovar angleški izraz hurdy-gurdy izvira iz sredine 18. stoletja in je po naravi onomatopejski. Izraz naj bi izviral iz glasu, ki je značilen za glasbila s trdnimi lesenimi kolesi, ki so se zvila zaradi sprememb v vlažnosti, ali po zvoku brenčečega mostu.  Druga možnost je, da izraz izvira iz škotskega in severnoangleškega izraza za hrup ali nered, hirdy-girdy  :41ali iz hurly-burly. Glasbilo se v angleščini včasih bolj opisno imenuje wheel fiddle, vendar se ta izraz med igralci instrumenta le redko uporablja. Druga možna izpeljava je iz madžarskega izraza za lajno hegedűs (slovenska različica hrgadus).
V Franciji se glasbilo imenuje vielle à roue (lajna s kolesom) ali samo vielle (čeprav obstaja še eno glasbilo s tem imenom), v francosko govorečih predelih Belgije pa je v lokalnih narečjih glasbilo znano tudi kot vièrlerète/vièrlète ali tisse di dj'va ('konjska glava'). :38Na Flamskem in Nizozemskem se glasbilo kliče draailier, kar je ustreza nemškemu imenu za taisto glasbilo Drehleier. Drugo nemško ime je Bauernleier in pomeni "kmečka lira". V Italiji se glasbilo imenuje ghironda ali lira tedesca. V Španiji se glasbilo imenuje zanfona v Galiciji, zanfoña v Zamori, rabil v Asturiji in viola de roda v Kataloniji. V baskovščini je simfónij znan kot zarrabete, na Portugalskem pa se imenuje sanfona.  :211–221
Madžarski imeni tekerőlant ali forgólant pomenita obračanje lutnje. Drugo madžarsko ime za inštrument je nyenyere, kar naj bi bilo onomatopejsko poimenovanje za ponavljajoče se zvonjenje, ki ga proizvaja neravno kolo. Ta izraz je v madžarskem nižavju veljal za slabšalen, vendar je bil običajen izraz za glasbilo na otoku Csepel južno od Budimpešte.  Ustreznici ninera in niněra se uporabljata na Slovaškem in Češkem. V ruščini, beloruščini in ukrajinščini se glasbilo imenuje kolesna lira (колёсная лира, колісна ліра, колавая ліра). Na Poljskem jo imenujejo kočnata lira (lira korbowa).
Leier, lant in sorodni izrazi, ki se danes v splošnem uporabljajo za označevanje članov družine lutnje ali lire, so imeli v preteklosti bolj obširen pomen in so se uporabljali za raznorazna godala.
V 18 stoletju se je angleški izraz hurdy-gurdy uporabljal tudi za majhne, prenosne orgle ali ulične orgle (inštrument v obliki škatle s številnimi orgelskimi cevmi, mehom, sodom z zatiči, ki so se vrteli in programirali melodije, in ročico za igranje), ki so jih pogosto igrali revni buskerji, ulični glasbeniki, posebej imenovani organ grinders (dobesedno tisti, ki trejo orgle). Za igranje glasbila je potrebno le obračanje ročice saj je glasba kodirana s pripetimi sodi, perforiranimi papirnatimi zvitki in v zadnjem času z elektronskimi moduli. Francozi imenujejo te orgle Orgue de Barbarie (barbarske orgle), medtem ko Nemci in Nizozemci inštrumenti imenujejo Drehorgel in draaiorgel (obrnjene orgle), namesto Drehleier (obračajoča se lira). V češčini se glasbilo imenuje Flašinet.

## Oblikovanje

### Oblika glasbila
V današnjem času simfónij nima usklajene oblike. Palmerjeva v svojem pregledu zgodovine instrumenta zabeleži triindvajset različnih oblik :23–34.
Šeststrunska francoska vielle à roue je najbolj znana in najpogostejša variacija. Simfónij se je pojavljal v številnih regionalnih oblikah, vendar je zunaj Francije instrument veljal za ljudsko glasbilo in ni bilo delavnic, ki bi lahko določile standardno obliko.
Za sodobna glasbila obstajata dve primarni različici ohišij: ohišje tipa kitare in ohišje tipa lutnje. Obe obliki najdemo na francosko govorečih območjih, medtem ko so glasbila tipa kitare bolj pogosta drugod po svetu. Škatlasto simfónijo pogosto najdemo tudi med izvajalci stare glasbe in zgodovinskimi reenaktorji.

### Strune
V preteklosti so bile strune izdelane iz živalskega črevesja, kar se še danes smatra kot najprimernejši material. Sodobna glasbila pa so opremljena s strunami za violino (D ali A) in violončelo (A, G, C).  V 20. stoletju so postale kovinsko navite strune bolj običajne, zlasti za težje brneče strune ali strune z nižjo melodijo ob uporabi oktavne uglasitve. Včasih se uporablja tudi najlonske strune, vendar te niso priljubljene med igralci. Nekateri inštrumenti imajo tudi neobvezne simpatične strune, običajno kitarske ali bendžo B strune.
Brneče strune proizvajajo enakomerne zvoke pri določenih višinah. Melodične strune (francosko chanterelle(s), madžarsko dallamhúr(ok)) se ustavijo s tangentami, pritrjenimi na tipke, ki spreminjajo dolžino nihanja strune, podobno kot pri kitari, kjer kitarist uporablja svoje prste na vratu kitare. Pri najzgodnejših simfónijih so bile te tipke razporejene v skladu s pitagorejskim temperamentom, pri kasnejših inštrumentih pa so se uglasitve zelo razlikovale, pri čemer je bila enaka temperamenta uglasitev najpogostejša, ker le ta omogoča lažje mešanje z drugimi inštrumenti. Ker je mogoče tangente prilagoditi za uglasitev posameznih not, je možno uglasiti simfónije na skoraj vsak temperament. Večina sodobnih simfónijev ima 24 tipk, ki pokrivajo obseg dveh kromatičnih oktav.
Da se doseže pravilna intonacija in kakovost zvoka, mora biti vsaka struna simfónija ovita z bombažem ali bombažu podobnimi vlakni. Bombaž na melodičnih strunah je precej lahek, medtem ko imajo brneče strune težji bombaž. Posledica uporabe nepravilnega bombaža je hripava barva, zlasti pri višjih tonih. Poleg tega je treba posameznim strunam (zlasti melodičnim strunam) pogosto prilagoditi višino nad površino kolesa tako, da med strune in most vstavimo majhne koščke papirja, kar imenujemo šimiranje. Šimiranje in vstavljanje bombaža sta povezana procesa, saj lahko oba vplivata na geometrijo strun instrumenta.

### Brenčeči most
Nekaterim vrstam simfónija, zlasti francoskemu vielle à roue (lajna s kolesom) in madžarskemu tekerőlant (na kratko tekerő), so izdelovalci dodali brenčeči most, imenovan chien (francosko pes) ali recsegő (Madžarsko za brenčalo) - na eni brneči struni. Sodobni simfóniji imajo večje število brenčečih mostov kot predhodniki, saj so izdelovalci število zvišali na štiri (zlasti pri simfónijih v francoskem slogu). Ta mehanizem je sestavljen iz ohlapnega mostu pod brnečo struno. Rep brenčečega mostu je vstavljen v ozko navpično režo (v madžarskih inštrumentih ga drži klin), ki drži brenčeči most na mestu (in služi tudi kot most za dodatne brneče strune pri nekaterih glasbilih).
Prosti konec brnečega mostu (imenovan kladivce) leži na zvočni plošči simfónija in lahko bolj ali manj prosto vibrira. Ko se kolo vrti enakomerno in ne prehitro, pritisk na struno (imenovano trompette na francoskih inštrumentih, trobenta) drži most na mestu in proizvaja brneč zvok. Ob udarcu ročice, se kladivce nenadoma dvigne in zavibrira ob zvočno ploščo, kar povzroči značilno ritmično brenčanje, ki se uporablja kot artikulacija ali za zagotavljanje udarnega učinka, zlasti v plesnih skladbah.
Pri simfónijih v francoskem slogu je mogoče občutljivost brenčečega mostu spremeniti z vrtenjem zatiča veznika (tirant), v repu glasbila, ki je z žico ali nitjo povezan s trobento. Veznik prilagodi bočni pritisk na trobento in s tem nastavi občutljivost brenčečega mostu na spremembe hitrosti kolesa. Težko sproženje udarca ali mostu se imenuje sec (suh), chien sec ali coup sec. Lahkotno sproženje udarca ali mostu se imenuje gras (maščoba), chien gras ali coup gras.
Pri obračanju ročice in udarjanju po kolesu na različnih točkah njegovega vrtenja obstajajo različne slogovne tehnike. Tehnika je splošno znana po francoskem izrazu coup-de-poignet (ali, bolj preprosto, skrajšano coup). Tolkalo se prenese na kolesce tako, da s palcem, prsti ali dnom palca igralec udari po ročici na eno ali več od štirih točk med vrtenjem kolesca (pogosto opisano kot številčnica ure, 12, 3, 6, in 9. uro), da se doseže želeni ritem. Dolgo brenčanje je mogoče doseči tudi s pospeševanjem kolesa, kar se imenuje un glissé (prosojnica) ali une trainée (niz). Bolj izkušeni igralci lahko dosežejo šest, osem ali celo dvanajst brnenj v enem obratu kolesa.
Na madžarskem simfóniju tekerő je enak nadzor dosežen z uporabo klina, imenovanega recsegőék (kontrolni klin ali dobesedno brenčalni klin), ki potisne brneči struno navzdol. Pri tradicionalnem igranju na tekerő se brenčeči most v celoti upravlja z igralčevim zapestjem in ima zelo drugačne zvočne in ritmične možnosti v primerjavi s francoskimi simfóniji.

### Regionalne različice
Regionalne različice simfónijev od renesanse lahko razvrstimo tudi glede na velikost kolesa in prisotnost ali odsotnost (in vrsto) brenčečega mostu. Opis, ki sledi, predstavlja različne tipe glede na to razvrstitev:  :23–40

#### Simfóniji z majhnim kolesom
simfóniji z majhnim kolesom (premer kolesa manj kot 14 cm) glasbila tradicionalno najdemo v srednji in vzhodni Evropi. Imajo široko škatlo za tipke in brneče strune potekajo znotraj škatle za tipke. Zaradi majhne velikosti kolesa imajo ta glasbila najpogosteje tri strune: eno melodično struno, eno tenorsko struno in eno basovsko struno. Redko imajo taki simfóniji tudi pet strun.
- Brenčeči most, prilagojen strunam
  - Nemški hruškasti drehleier. Dve do tri brneče strune in ena ali dve struni za kromatične melodije. Značilen predal za tipke v obliki črke V. Pogosto obsežno okrašena. Tip brenčečega mostu, ki ga najdemo na tem inštrumentu, ima nastavitveni klin običajno nameščen v bloku poleg strune, ne pa v končniku (kot je značilno za francoska glasbila).
  - lira/vevlira (Švedska). Glasbilo je bilo obujeno v dvajsetem stoletju na podlagi zgodovinskih primerov. Obstajata dve obliki telesa: podolgovata škatlasta in dolga hruškasta oblika. Običajno diatonično, vendar je bilo razširjeno s kromatičnim obsegom z dodatnimi tipkami pod običajnim diatoničnim obsegom (nasprotje od večine kromatičnih klaviatur simfónijev).
- Klinasto nastavljen brenčeči most
  - tekerőlant (madžarščina) . Običajno dve brneči struni (včasih tri) + ena ali dve kromatični melodični struni. Širok predal za tipke je pogosto izrezljana ali izdatno okrašena.
  - Tirolski Drehleier (Avstrija). Zelo podoben tekerőlantu, vendar ima običajno diatonično tipkovnico. Morda zgodovinski vir za tekerő.[20]
- Brez brenčečega mostu

- - lira korbowa (Poljska). V obliki kitare. Dve brneči struni + ena diatonična melodična struna.
  - lira/lira (Rusija). V obliki kitare. Dve brneči struni + ena diatonična melodična struna. Enakomerno razporejena tipkovnica.
  - lira/ліра ali relia/реля (Ukrajina). V obliki kitare. Dve brneči struni + ena diatonična melodična struna. Dva tipa ohišja: izrezljano iz enega samega kosa lesa in v obliki kitare s prečnimi zatiči ter večdelna konstrukcija z navpičnimi zatiči. Enakomerno razporejena tipkovnica.
  - ninera /kolovratec (Slovaška). V obliki kitare. Dve brneči struni + ena diatonična melodična struna. Širok predal za tipke. Na videz podoben tekerőju, vendar nima brenčečega mostu.
  - Nemški Drehleier v obliki tulipana. Tri brneče strune + ena diatonična melodična struna.

#### Simfóniji z velikim kolesom
Glasbila z velikimi kolesi (premeri koles med 14 in 17 cm) tradicionalno najdemo v zahodni Evropi. Ti simfóniji imajo na splošno ozek predal za tipke z brnečimi strunami, ki potekajo izven predala za tipke. Velikokrat imajo tudi več strun in podvojitev ali potrojitev melodijskega niza. Nekatera sodobna glasbila imajo na kolesu celo petnajst strun, čeprav je najpogostejše število šest.
- Brenčeči most, prilagojen strunam
  - vielle à roue (francosko). Običajno štiri brneče strune + dve melodijski struni, vendar se pogosto razširijo na več strun. Dve obliki telesa: s kitaro in z lutnjo (vielle en luth). Francoski glasbila imajo na splošno ozek predal za tipke z brnečimi strunami, ki potekajo na zunanji strani ohišja za ključe. Tradicionalni francoski instrumenti imajo dve melodični struni in štiri strune z enim brenčečim mostom. Sodobna glasbila imajo pogosto več strun: glasbilo znanega igralca Gillesa Chabenata ima štiri melodične strune pritrjene na končniku viole, in štiri brneče strune na repu violončela. Ta inštrument ima tudi tri trobentne strune.
  - Niněra (češko). V obliki kitare. Dve obliki: ena ima standardno razporeditev strun, medtem ko druga poganja brneče strune med nizi melodij v predalu za tipke. Obstajajo tako diatonične kot kromatične oblike. Drugi mehanizmi za prilagajanje količine "brnenja" na struni trobente.
- Brez brenčečega mostu
  - Zanfona (Španija). Običajno telo v obliki kitare, s tremi melodijskimi strunami in dvema strunama. Nekateri starejši primerki so imeli diatonično tipkovnico, večina sodobnih modelov pa ima kromatično tipkovnico. Zanfone so običajno uglašene na tonaliteto C-dur, z melodijskimi strunami, uglašenimi v G nad srednjim C na klavirju. Brneče strune so: bordonciño v G (ena oktava pod melodijskimi strunami) in bordón v C (dve oktavi pod srednjim C). Včasih sta dve melodični struni unisono, preostala struna pa je uglašena oktavo nižje, v sozvočju z bordonciño (ta struna je bila včasih znana kot človeški glas, ker zveni, kot da bi nekdo brenčal melodijo oktavo nižje).
  - niněra (češko). V obliki kitare. Dve obliki: ena ima standardno razporeditev strun, medtem ko druga poganja brneče strune med nizi melodij v predalu za tipke. Najdemo tako diatonične kot kromatične oblike.

## Električna in elektronska različica
V pop glasbi, še posebej v popularni neosrednjeveški glasbi, se dandanes uporabljajo električni simfóniji, pri katerih elektromagnetni dvigalki pretvarjajo tresenje strun v električne signale. Podobno kot pri električnih kitarah se elektromagnetni signali prenašajo v instrumentalni ojačevalnik ali se tresljaji poustvarijo s sintetizatorjem.
Elektronski simfóniji se večinoma pojavljajo brez strun. Signali za melodijske nize so popolnoma elektronsko generirani s tipkami, tudi v kombinaciji z vrtenjem kolesa. Signali za brneče strune in zanke ustvarjajo gibi gonilke. Odvisno od tehnične opreme instrumenta se lahko digitalni avdio signal oddaja neposredno prek integriranega procesorja in zvočne kartice . Izmenjava digitalnih podatkov med simfónijem in povezanimi računalniki, samplerji ali sintetizatorji se upravlja prek vmesnika MIDI.